# Hochalter
Der Hochalter ist ein 2678 m hoher Berg in den Stubaier Alpen in Tirol und Teil des kurzen Gebirgszuges, der sich mit Pirchkogel, Hochalter und Mugkogel südlich über Kühtai erhebt. Der Gipfel ist von Kühtai teilweise weglos zu erreichen.
Das Skigebiet Kühtai erstreckt sich bis unterhalb des südlichen Gipfelabfalls.